# Schmerzhafte Kapelle

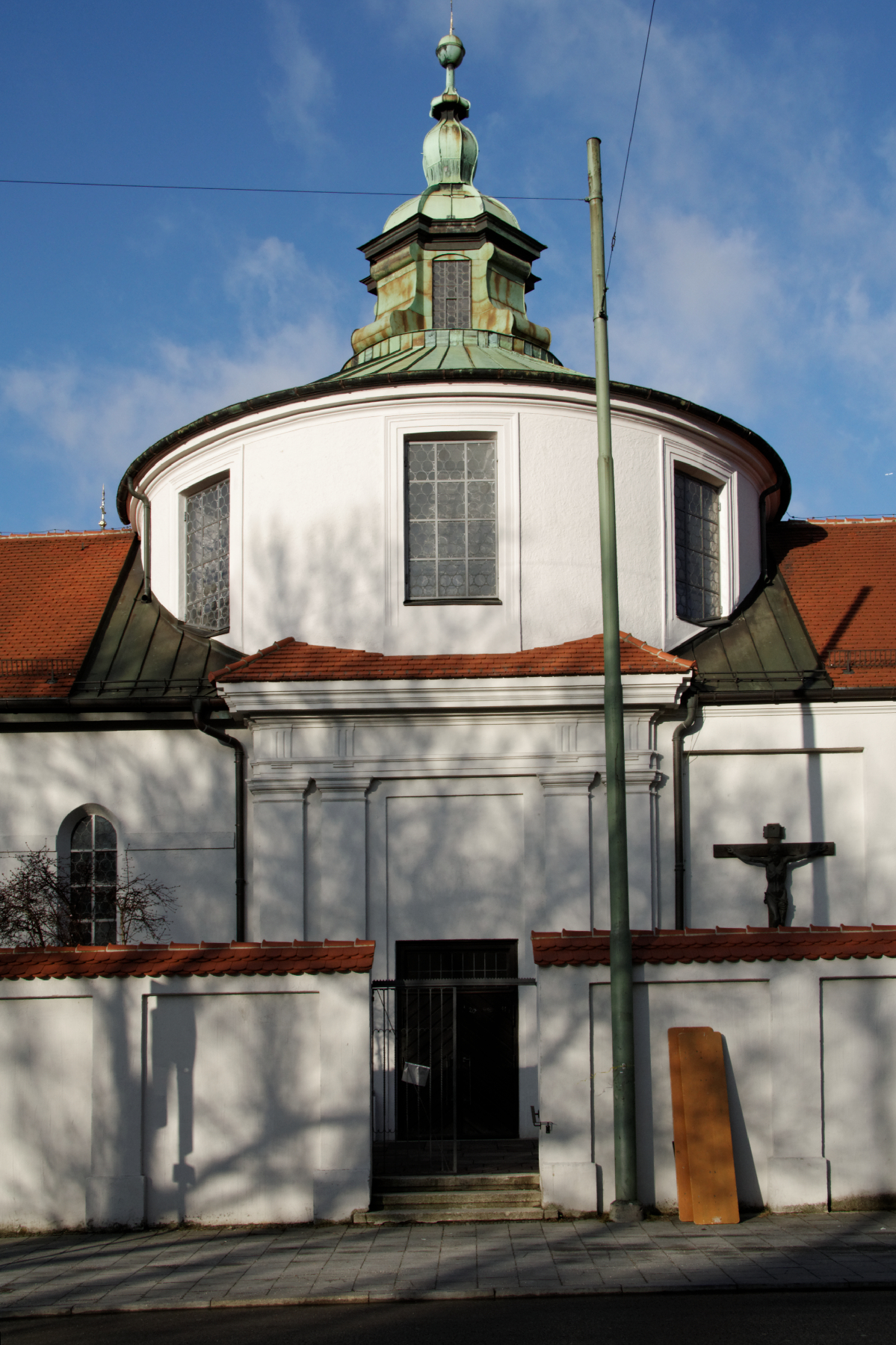
Schmerzhafte Kapelle, 2012

Die Schmerzhafte Kapelle ist ein römisch-katholisches Kirchengebäude in München.

## Denkmalschutz
Die Schmerzhafte Kapelle steht als Bestandteil des Kapuzinerklosters St. Anton  unter Denkmalschutz. Sie wurde unter dem Aktenzeichen D-1-62-000-3224 in der Denkmalliste des Bayerischen Landesamtes für Denkmalpflege erfasst.

## Lage

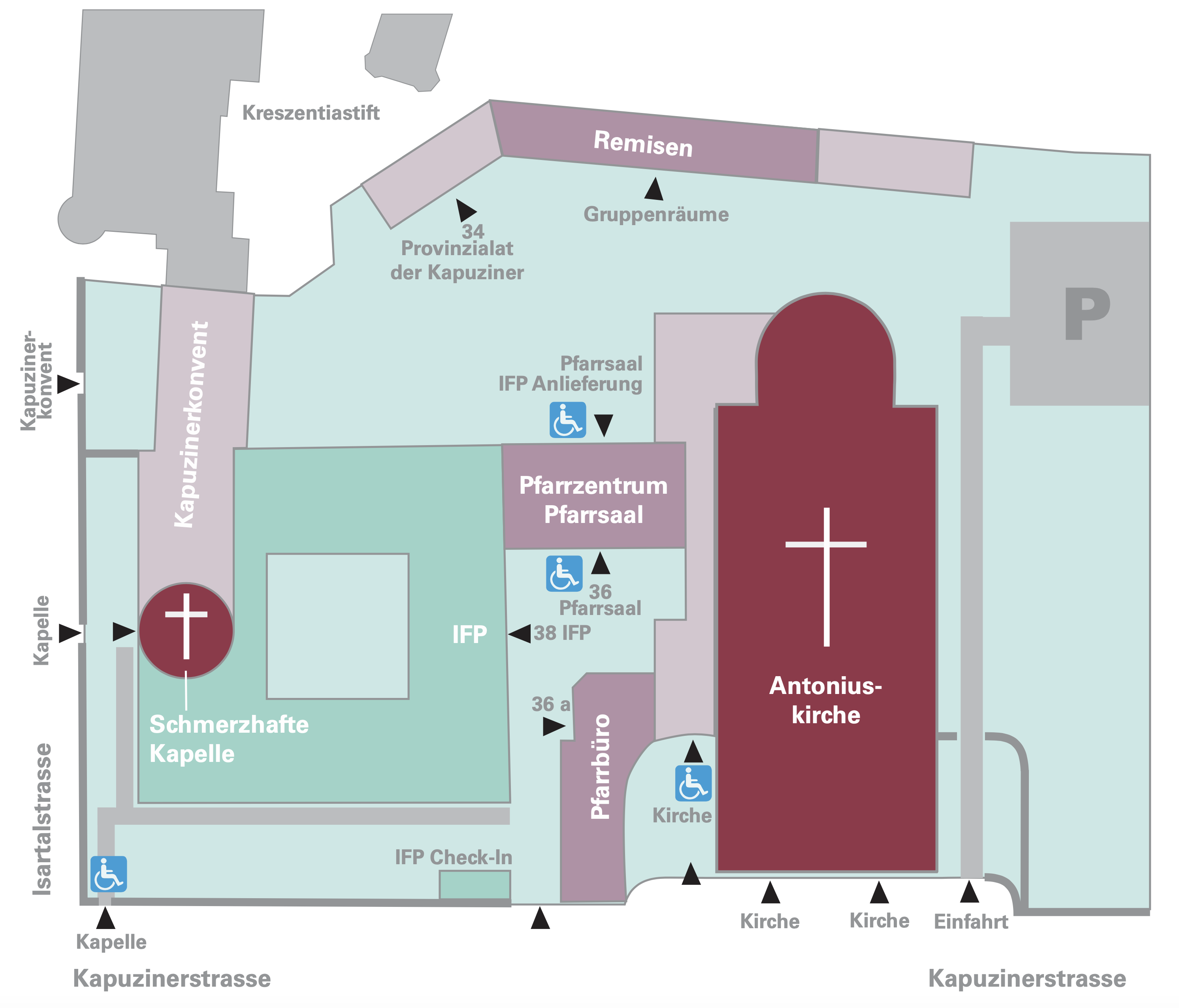
Lageplan von Schmerzhafter Kapelle, Kapuzinerkloster, Räume des Pfarrverbands Isarvorstadt, IFP und Kirche St. Anton im Areal zwischen der Isartalstraße und der Kapuzinerstraße

Die Schmerzhafte Kapelle liegt im Ostflügel des vierflügeligen Klostergebäudes des Kapuzinerklosters an der Ecke Kapuzinerstraße / Isartalstraße im Münchner Stadtteil Isarvorstadt. Der Zugang erfolgt von der Isartalstraße her durch einen Durchgang in der Klostermauer.

## Geschichte

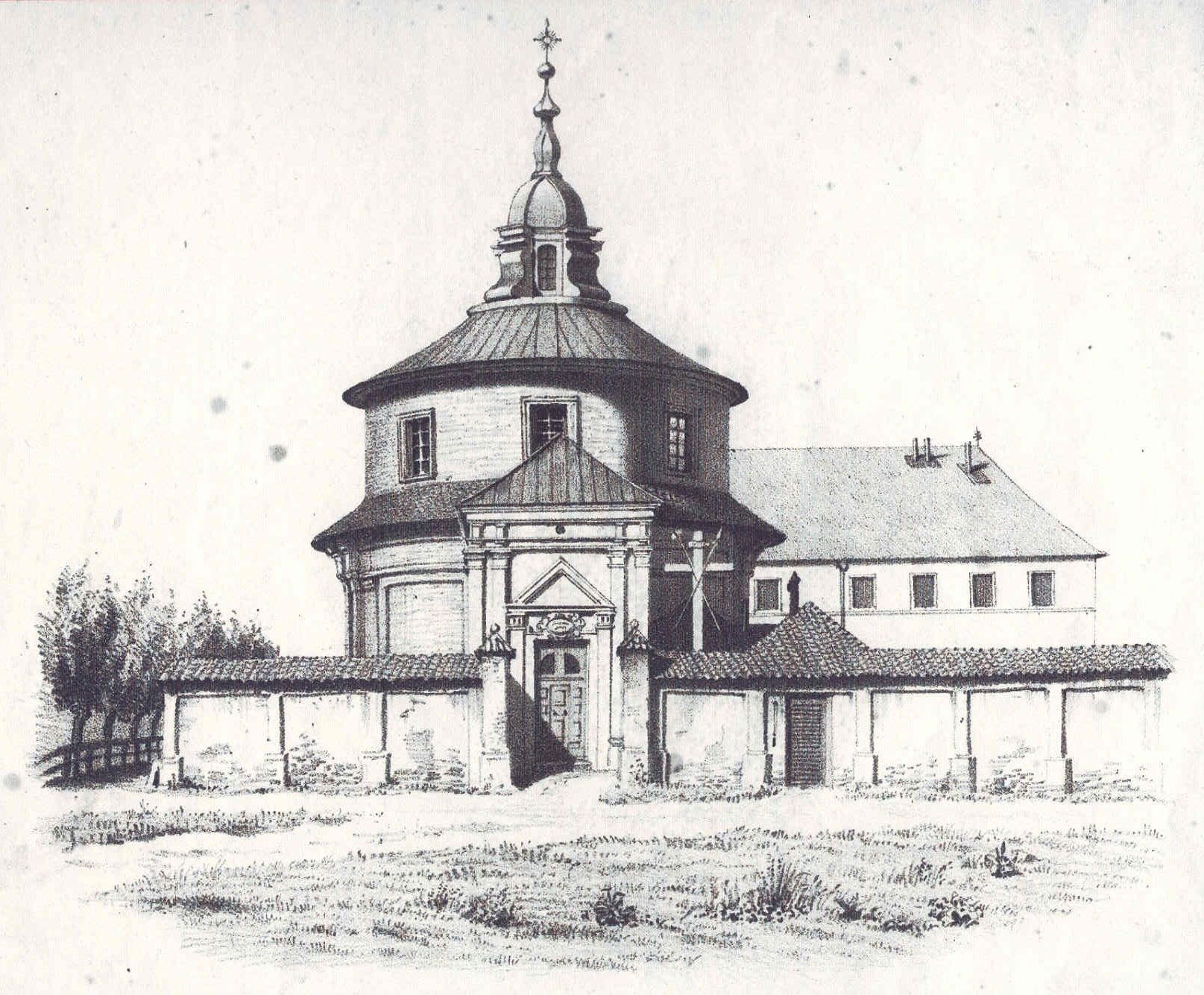
Schmerzhafte Kapelle vor 1856

Um 1670 wurde an diesem Ort eine kleine offene Feldkapelle an dem nach Thalkirchen führenden Weg errichtet. Das Altarbild der Kapelle zeigte Jesus an der Geißelsäule. Dieser Erinnerung an das Leiden Jesu verdankt die Kapelle ihren Namen. Schon bald fanden zahlreiche Wallfahrten zu dem Gnadenbild statt.
1702/03 errichtete vermutlich Wolfgang Zwerger einen Rundbau anstelle der alten Kapelle. 1705 wurde der achteckige Kuppelbau eingeweiht. An den Rundbau anschließend wurden zwischen 1846 und 1856 die Gebäude für das neu gegründete Kapuzinerkloster errichtet. Dabei wurden dem Rundbau ein Langhaus mit hohen, romanisierenden Rundbogenfenstern und ein Chorraum angebaut und durch Mauerdurchbrüche mit diesem verbunden. Das Langhaus wurde bei der Renovierung des Klosters in den Jahren 2006 bis 2008 von der Kapelle abgetrennt. Heute ist im ehemaligen Langhaus das Fernsehstudio des Instituts zur Förderung des publizistischen Nachwuchses (ifp) untergebracht, das 2008 einen großen Teil der ehemaligen Klostergebäude übernahm.

## Beschreibung

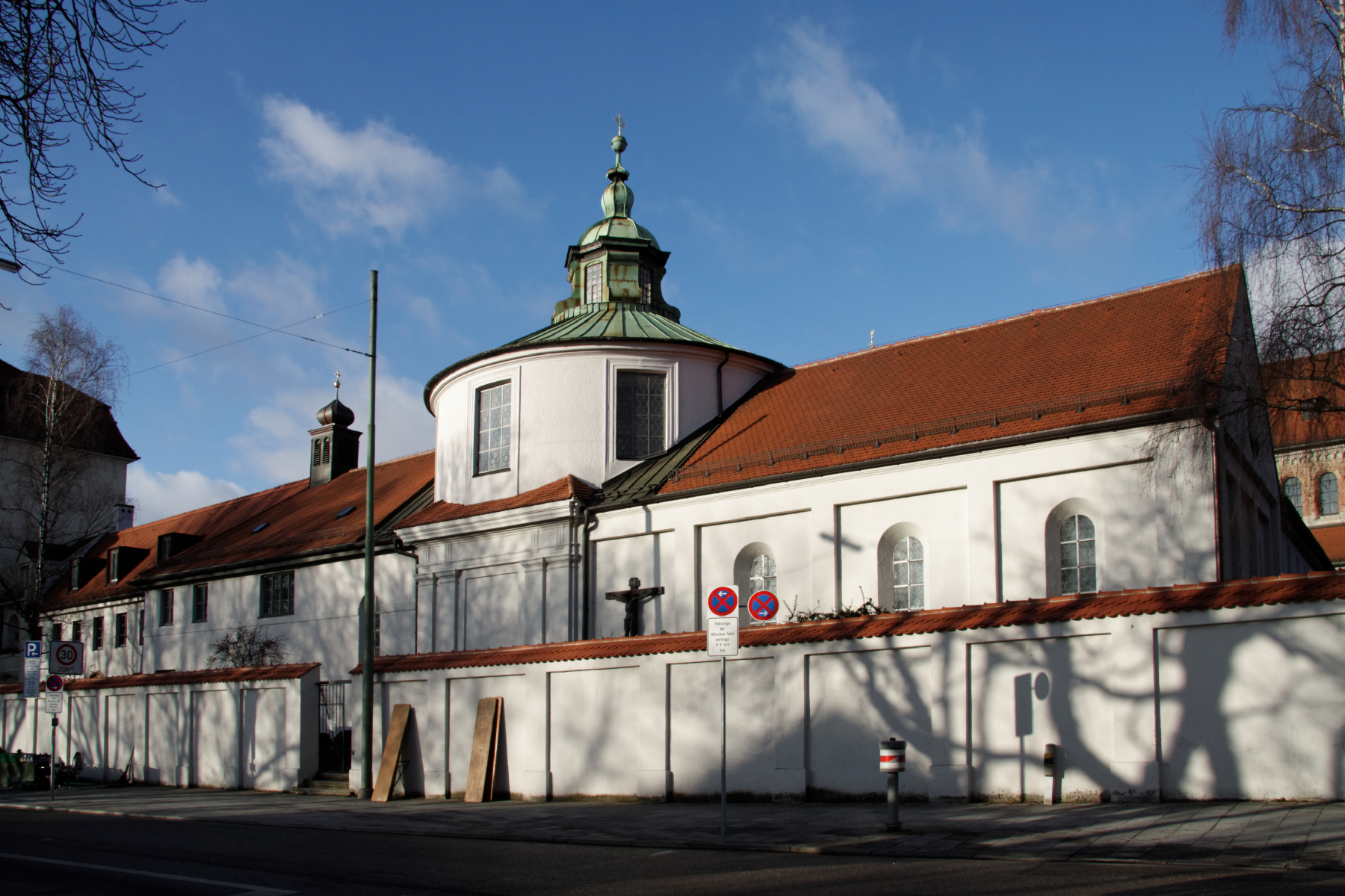
Schmerzhafte Kapelle 2012, rechts das ehemalige Langhaus, links das Kapuzinerkloster

Der etwa zehn Meter im Durchmesser große Rundbau der Schmerzhaften Kapelle ist heute voll in den Ostflügel des Klostergebäudes integriert, ragt aber über dessen Dach hinaus. Das flache Kegeldach der Kapelle trägt eine Laterne mit barockem Turmhelm.
Im Inneren sind die weiß gehaltenen Wände durch flache Lisenen, die sich in der den Rundbau überspannenden Kuppel fortsetzen, in acht Segmente gegliedert. In jedem der acht Segmente der Kuppel befindet sich ein Fenster, die darüber aufsteigende Laterne hat vier Fenster.
Drei Bögen führen von dem Rundraum zum Chorraum. Vor dem mittleren Bogen steht ein Altar aus weißem Stein und dahinter eine Pietà aus der Mitte des 19. Jahrhunderts. Hinter den Bögen dienen durchbrochene Holzpaneele zur optischen Abgrenzung zwischen Kapelle und Chorraum. Durch sie und dadurch, dass die drei ursprünglich zum Langhaus führenden Bögen wieder zugemauert sind, kommt der ursprüngliche Charakter der Kapelle als Rundraum wieder besser zur Geltung.
An der Westwand gegenüber dem Eingang hängt ein überlebensgroßes Kruzifix. Über dem Eingang an der Ostwand hängt eine Darstellung des Auferstandenen. An der Nordwand steht vor dem zugemauerten Mittelbogen eine Figur Jesu an der Geißelsäule.

## Klosterfriedhof
Zwischen der Klostermauer an der Isartalstraße und dem Eingang zur Schmerzhaften Kapelle befindet sich der Klosterfriedhof der Kapuziner, auf dem die Kapuzinerbrüder der Münchner Kapuzinerklöster St. Anton und St. Josef begraben sind.

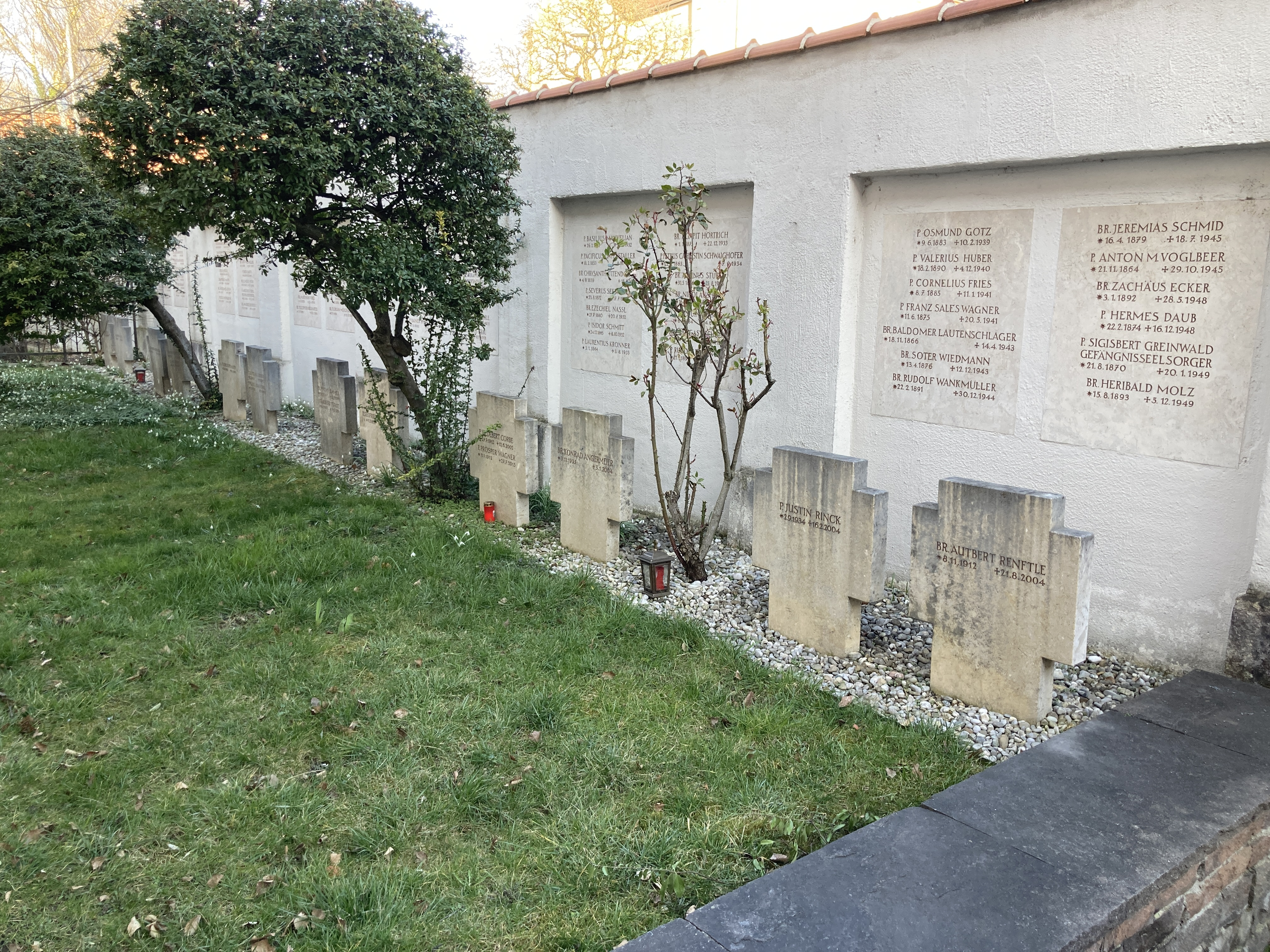
Klosterfriedhof der Kapuziner in München

## Bedeutung
Die Schmerzhafte Kapelle ist auch Hauskapelle der dort ansässigen Kapuziner und wird für Werktagsgottesdienste der Pfarrei St. Anton genutzt.